# ويليام ماكديرموت
ويليام ماكديرموت (بالإنجليزية: William McDermott؛ بالإسبانية: William McDermott) هو مترجم بيروفي وأيرلندي، ولد في 10 مايو 1930 في دبلن في جمهورية أيرلندا، وتوفي في 19 أغسطس 2013.